# Frații (film din 2024)
Frații (în engleză Brothers) este un film american de comedie de crimă din 2024, regizat de Max Barbakow, după un scenariu de Macon Blair bazat pe o poveste a lui Etan Cohen. Filmul îi are în distribuție pe Josh Brolin, Peter Dinklage, Taylor Paige, M. Emmet Walsh, Jennifer Landon, Brendan Fraser și Glenn Close.
Produs de Legendary Pictures, a fost lansat limitat în Statele Unite ale Americii de Amazon MGM Studios în cinematografe la 10 octombrie 2024, înainte de a debuta pe Amazon Prime Video o săptămână mai târziu, pe 17 octombrie.

## Rezumat
Filmul se concentrează pe doi frați gemeni criminali: Mike, cunoscut sub numele de „Moke”, și Jady. Filmul începe de Ziua Recunoștinței în 1994, când băieții au 12 ani. Naratorul dezvăluie că afacerea de familie este infracțiunea: băieții lucrează să deschidă o cutie cu lacăt pe care au furat-o de la școală. Mama lor și iubitul ei ajung momentan acasă, dar numai pentru a lua o farfurie cu mâncare de curcan și a fugi de la poliție cu smaralde furate.
Treizeci de ani mai târziu, Moke încearcă să-și refacă viața, acum că este căsătorit și va avea un copil, în timp ce Jady este proaspăt ieșit din închisoare și caută să dea o lovitură nouă. Confruntându-se cu probleme legale, lupte cu arme și drame în familie, ei trebuie să-și împace diferențele între ei și cu mama lor pe care nu au văzut-o de când a fugit cu treizeci de ani în urmă.
Cei doi pornesc într-o excursie periculoasă, în cele din urmă pun mâna pe smaralde și se împacă.

## Distribuție
- Josh Brolin – Moke Munger
- Peter Dinklage – Jady Munger
- Taylour Paige – Abby Munger-Jacobson
- M. Emmet Walsh – judecătorul Farful
- Brendan Fraser – Farful
- Glenn Close – Cath Munger
  - Jennifer Landon – tânărul Cath
- Marisa Tomei – Bethesda (nemenționată)[4]

## Producție
La 28 februarie 2019, s-a anunțat că Legendary Entertainment⁠(d) a achiziționat drepturile de autor, cu Etan Cohen pregătit să scrie scenariul. Josh Brolin și Peter Dinklage au fost atașați să joace în film și ca producători alături de Andrew Lazar. S-a spus că va fi în stilul filmului Gemenii (1988), care s-a centrat pe doi gemeni diferiți interpretați de Arnold Schwarzenegger și Danny DeVito. Macon Blair a fost ulterior atașat să regizeze filmul și să scrie scenariul împreună cu Cohen la 30 aprilie 2020.
În iunie 2021, Glenn Close s-a alăturat distribuției principale, cu Max Barbakow desemnat ca regizor. 
Două luni mai târziu, Brendan Fraser și Taylour Paige au fost adăugați în distribuția principală.
Filmarea principală a avut loc în august 2021 în Atlanta.

## Lansare
În octombrie 2023, Amazon MGM Studios a achiziționat drepturile de distribuție.
Filmul a fost lansat limitat în cinematografe din Statele Unite la 10 octombrie 2024, înainte de a debuta pe Amazon Prime Video la 17 octombrie 2024.

## Recepție
Pe site-ul web al agregatorului de recenzii Rotten Tomatoes, 42% din recenziile celor 24 de critici sunt pozitive, cu o evaluare medie de 4,5/10. 
Metacritic, care folosește o medie ponderată, a atribuit filmului un scor de 58 din 100, pe baza a 31 de critici, indicând recenzii „mixte sau medii”.